# 發丘中郎將

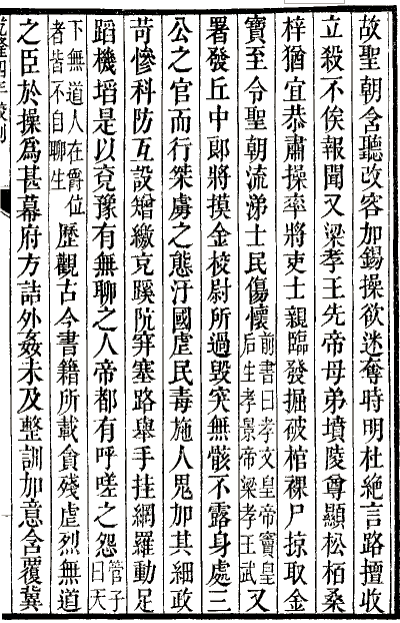
《武英殿二十四史·后汉书·袁绍刘表列传上》中提到發丘將軍

發丘將軍或發丘中郎將。

## 起源
东汉末年，袁紹將與曹操相爭，陳琳奉袁紹之命撰寫檄文，文中提及当时魏军的领袖曹操，为了弥补军饷不足，特別设立发丘中郎將、摸金校尉等军衔，专司盗墓取财，贴补军用。
但因檄文的目的在於貶低對手，強化自己正當性，因此內容未必與事實相符。

## 授予
- 刘宋前废帝设置此官，授予建安王刘休仁[2]